# Charles Walters
Charles Walters (ur. 17 listopada 1911 w Nowym Jorku – zm. 13 sierpnia 1982 w Malibu) – amerykański reżyser filmowy nominowany do Oscara za reżyserię filmu Lili (1953). Tworzył głównie komedie i musicale.

## Wybrana filmografia
- Rewia na Broadwayu (1946; jeden z reżyserów)
- Przygoda na Broadwayu (1949)
- Karnawał w Teksasie (1951)
- Nowojorska piękność (1952)
- Lili (1953)
- Pułapka miłości (1955)
- Wyższe sfery (1956)
- Jak zdobyć męża (1959)
- Nie jedzcie stokrotek (1960)
- Bajeczny cyrk Billy Rose (1962)
- Niezatapialna Molly Brown (1964)
- Idź, nie biegnij (1966)